# 安東尼奧·卡斯辛奴
安东尼奥·卡萨诺（Antonio Cassano，1982年7月12日—），已退役意大利足球運動員，司職前鋒。他的控球和盘带技術非常出色，被譽為最富有創造力和想像力的球員之一，但是個性差勁難相處，大大阻礙卡薩諾的成就與高度並因此流浪於各隊。2017年7月加盟維羅納不足1個月便宣佈掛靴。

## 球會生涯

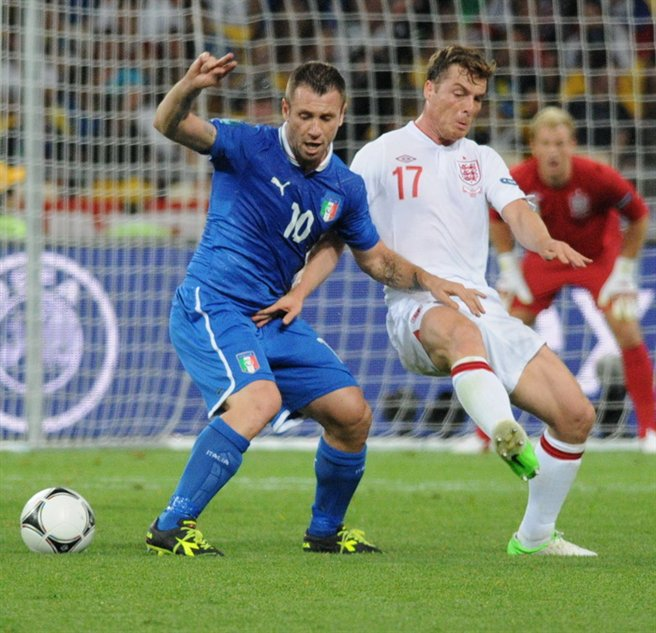
安东尼奥·卡萨诺

### 巴里
卡斯辛奴出生於意大利南部第二大城市巴里，並加入了當地球會巴里。1999-00年球季，當時還在青年隊的卡斯辛奴被球會提拔，成為球會一隊球員，首季共上陣21場入3球。次季，卡斯辛奴則上陣27場聯賽入3球。

### 罗马
到了2001-02年球季，意大利首都球會羅馬以600億里拉(接近3000萬歐元)購入卡斯辛奴。卡斯辛奴在該會效力首季，仍是主力球員，聯賽上陣22場入5球，並為球會贏得意大利超級盃的冠軍。在羅馬的次季中，卡斯辛奴繼續保持應有水準，取得9球入球。在離開羅馬前的三季意甲中，卡斯辛奴共在69場聯賽取得25個入球，當中14球乃於2003年-04年球季所攻下，是卡斯辛奴在職業生涯中最出色的成績。
不過由於很早出道，卡斯辛奴素來都以驕橫囂張稱著，跟羅馬球迷以至球員都關係惡劣。其中2004年德國前球星禾拉前來羅馬執教，但只教了一個月就辭職。禾拉事後指球隊有球員驕橫跋扈，使他無法駕馭。而外界懷疑卡斯辛奴是其中之一。到了2005-06年球季，卡斯辛奴更遲遲未與球會續約，而被「冷藏」，以致首半季都未能上陣比賽。這時不少球會如國際米蘭等皆出手羅致。適逢季後是2006年世界盃，為了儘快恢復狀態，卡斯辛奴決定以500萬歐元轉會費轉會西班牙的皇家馬德里。

### 皇家马德里
卡斯辛奴於皇家馬德里時仍不改其驕橫跋扈的本色。2006年皇馬由名教頭卡比路執教，卡斯辛奴還一度跟卡比路爭執。雖然加盟首个完整赛季就獲得西甲冠軍，但由於狀態始終都未有起色，外界認為他在皇馬的日子並不會長。結果2007年卡斯辛奴被外借至意甲球會森多利亞1年，至2008年夏季被森多利亞正式收購。

### 桑普多利亚
在轉投森多利亞後，卡斯辛奴的表現相當不錯，於2008-09賽季取得12個入球。於2009-10球季初中段雖然一度狀態低迷，但由第29周起，他的狀態迅速回覆，在第29至34周的6周賽事內攻入5球，至今暫入8球，更於第29周小勝祖雲達斯1-0的賽事中離門35米外大力窩利笠射，令對方年屆40的後備門將基文迪始料不及將球拍入死角，成為近年代表作之一。2010年下半年卡萨诺的坏脾气再次爆发，他在公开场合辱骂了俱乐部主席加罗内，之后遭到了球队的停训和停赛，虽然他也做出了道歉但是俱乐部已经决议跟卡萨诺决裂，此次事件也闹上了法庭。

### AC米兰
2011年冬年转会窗开始后卡萨诺正式转投意甲豪门AC米兰，由于当初卡萨诺在去往桑普多利亚的时候与皇马有500万欧元的再转会协定，故此次转会的500万欧元最终由米兰与桑普多利亚各付250万欧元。 卡斯辛奴在AC米蘭繼續穿上99號球衣。加盟米兰后，卡萨诺在2010-11意甲下半赛季AC米兰主场对帕尔玛，主场对巴里，主场对国际米兰和主场对桑普多利亚的联赛中都各进一球，卡萨诺最終得到了他的第一個意甲冠軍。
2011年10月底，卡萨诺在AC米兰客场挑战罗马的比赛后返回米兰的飞机上突然出现缺血性中风的症状，紧急送院后诊断为心脏卵圆孔未闭。11月4日他进行紧急的小型心脏手术，休养半年。2012月4月7日，卡萨诺在AC米兰对阵佛罗伦萨的联赛中替补出场，回归绿茵场。

### 国际米兰
2012年8月22日，AC米兰和同城球队国际米兰宣布卡萨诺和互换球队，卡萨诺正式加盟国际米兰。 据报道AC米兰在这次交易中支付给国际米兰700万欧元。
意甲進行了半季後，他取代了史奈達的正選位置，在聯賽暫列第4位。不過在下半季，球隊遭遇傷兵潮，球隊成績亦一落千丈。

## 國家隊
由於卡斯辛奴性格暴躁，跋扈囂張，球會時期已常與教練、隊友起爭執，在年青時又不時拒絕加入意大利21歲以下國家隊。因此卡斯辛奴為國家隊上陣的次數不多。在2004年歐洲國家盃中，卡斯辛奴雖然在分組賽的第二和最後一場终场前1分钟各攻入一球，但另一边的瑞典隊将比分扳成了2:2。丹麦隊戰和瑞典隊2:2的默契球使意大利隊三戰一勝二和得五分的成績提早出局。
2006年世界盃意大利赢得冠軍，不過卡斯辛奴因季前與羅馬的爭執，沒有參加該屆世界盃。
直至2008年歐洲國家盃他又一次回到國家隊，但沒有進球，而之後的兩年他也落選意大利國家隊。2010年世界盃足球賽，作為衛冕冠軍的意大利隊表現糟糕小組竟然以墊底出局，當時領隊納比因把狀態正佳的卡斯辛奴排除出名單而飽受媒體廣泛批評。接替納比的新領隊於上任後的首場比賽便把卡斯辛奴再次帶入意大利隊。
2012年歐洲國家盃，卡斯辛奴與巴洛迪利兩代「壞孩子」首次並肩作戰，他們組成的前場正選進攻組合合作無間，兩人憑優異表現令意大利闖入決賽，唯敗於如日中天的西班牙，奪得亞軍。

## 比赛风格
意大利语中被称为“fantasista”的创造性前锋， 通常在球队中充当助攻提供者的Cassano，由于他有能力为队友创造机会，（Cassano曾经说过他更喜欢创造进球而不是打进它们）， Cassano能够在前线或前锋线的任何位置上发挥作用，无论是在边路还是在中场；除了他通常的第二前锋角色外，他还能够扮演高级组织者的角色，并且还曾被部署在中锋的中央位置，作为一个中锋，一个虚假9号，甚至偶尔作为一个边锋。 Cassano被描述为“球技娴熟、聪明过人”，拥有“出色的视野并以他的进球眼光给人留下深刻印象”。 他最出色的技术特点是他的控球技巧、控制能力、盘球、传中能力和传球准确度； 尽管他天生是右脚，但他也可以用任何一只脚射门。 除了他的技术、触球和出色的技术之外，Cassano还具备相当的上半身力量和平衡，这使他能够在与目标背对背的情况下保护球，尽管他个子较小，他的技术能力和加速度使他能够在一对一的情况下击败防守者，或者在高速盘带时突破防守。 他还在定位球和点球方面表现出色。
尽管卡萨诺拥有精湛的技艺和才华，但在整个职业生涯中，他也因为其行为和纪律不当而受到了批评，无论是在场上还是场下，这经常导致他不必要地获得黄牌； 他还因为职业态度不佳和在不同阶段的缺乏体能而受到谴责， 这导致他体重增加， 失去了一些速度、耐力和灵活性。尽管他最初被认为是他那一代最有前途的年轻球员之一， 甚至被形容为罗伯托·巴乔的继承人， 由于他的不稳定性、难以驾驭的性格和不可预测性，许多体育界人士，包括他的前任主教练法比奥·卡佩罗，都认为他没有充分发挥出他年轻时所表现出的潜力，他的个性影响了他的职业生涯。

### 国际比赛进球
| #  | 日期       | 场地               | 对阵     | 比分  | 赛果 | 赛事               |
| -- | ---------- | ------------------ | -------- | ----- | ---- | ------------------ |
| 1  | 2003-11-12 | 波兰，华沙         | 波蘭     | 3 – 1 | 负   | 友谊赛             |
| 2  | 2004-6-18  | 葡萄牙，里斯本     | 瑞典     | 1 – 1 | 平   | 2004年欧洲杯       |
| 3  | 2004-6-22  | 葡萄牙，吉马良斯   | 保加利亚 | 2 – 1 | 胜   | 2004年欧洲杯       |
| 4  | 2010-9-3   | 爱沙尼亚，塔林     | 爱沙尼亚 | 1 – 2 | 胜   | 2012年欧洲杯预选赛 |
| 5  | 2010-9-7   | 意大利，佛罗伦萨   | 法罗群岛 | 5 – 0 | 胜   | 2012年欧洲杯预选赛 |
| 6  | 2011-6-3   | 意大利，摩德纳     | 爱沙尼亚 | 3 – 0 | 胜   | 2012年欧洲杯预选赛 |
| 7  | 2011-9-2   | 法罗群岛，托尔斯港 | 法罗群岛 | 1 – 0 | 胜   | 2012年欧洲杯预选赛 |
| 8  | 2011-10-11 | 意大利，佩斯卡拉   | 北爱尔兰 | 3 – 0 | 胜   | 2012年欧洲杯预选赛 |
| 9  | 2011-10-11 | 意大利，佩斯卡拉   | 北爱尔兰 | 3 – 0 | 胜   | 2012年欧洲杯预选赛 |
| 10 | 2012-6-18  | 波兰，格但斯克     | 愛爾蘭   | 2 – 0 | 胜   | 2012年欧洲杯       |

## 逸事
- 卡斯辛奴有兩個孩子。
- 卡斯辛奴當年在羅馬，「記得一天早上，我錯過了訓練課，然後我就把所有球都扔掉了。」
- 卡斯辛奴曾三次拒絕祖雲達斯的邀請。
- 卡斯辛奴︰「美斯是有史以來最好的球員，5年之內他進了超過200個球，他的穩定效率是毀滅性的。」[32]

## 榮譽
羅馬
- 意大利超級盃 冠軍：2001年

皇家馬德里
- 西班牙甲組足球聯賽 冠軍：2006/07年

AC米兰
- 意甲 冠军：2010-11
- 意大利超级杯 冠军：2011

個人
- 意甲年度最佳年輕球員：2001年、2003年

## 外部連結
- National team data （意大利文）
- 足球数据库：Antonio Cassano的球员统计数据
- Danish Antonio Cassano fanclub （页面存档备份，存于）
- AC米蘭官方 卡斯辛奴檔案